# 카심조마르트 토카예프

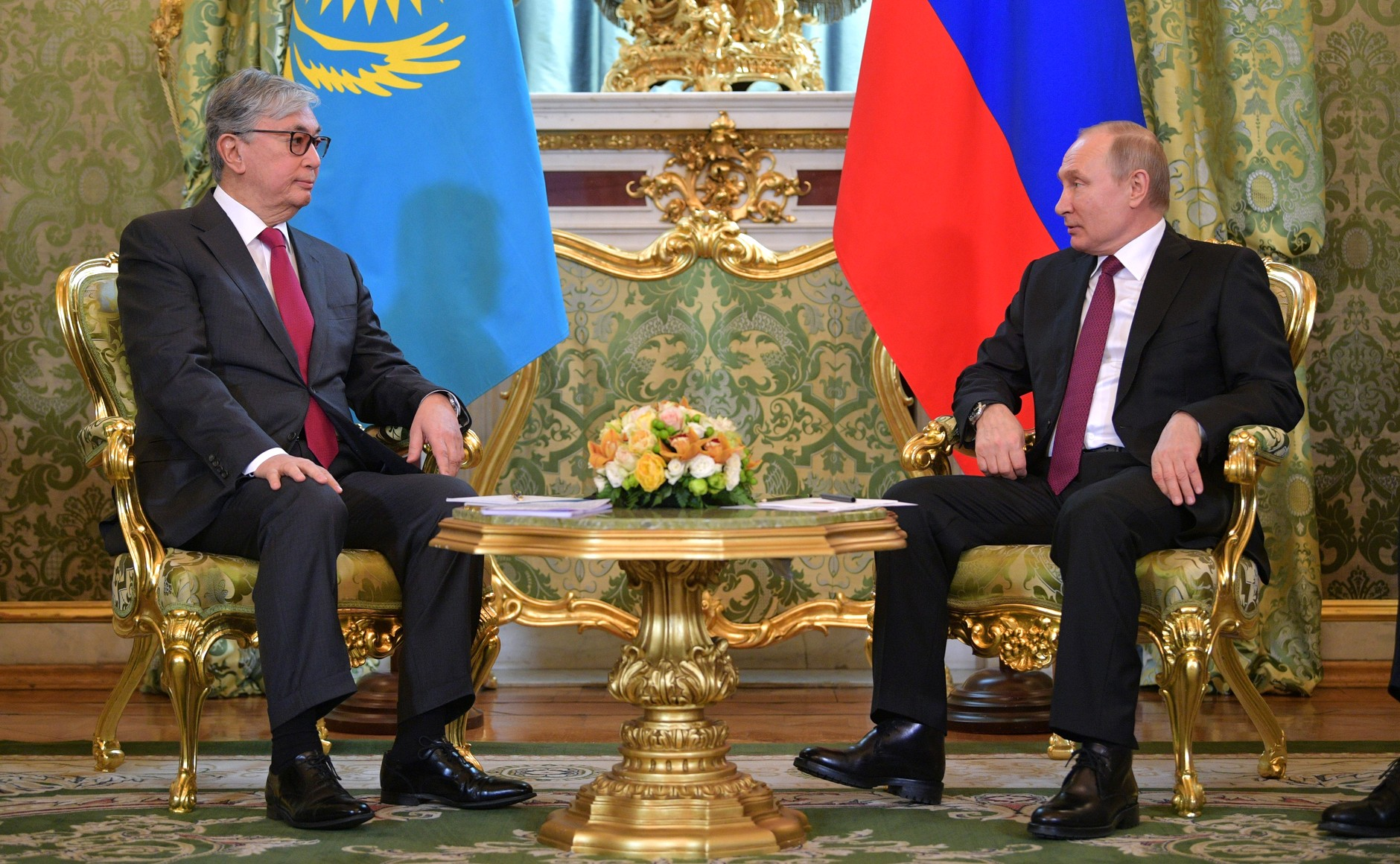
블라디미르 푸틴 대통령과 면담하는 모습(2019년 4월)

카심조마르트 케멜레비치 토카예프(카자흐어: Қасым-Жомарт Кемелұлы Тоқаев 카슴조마르트 케멜룰르 토카예프, 러시아어: Касы́м-Жома́рт Кеме́левич Тока́ев, 카자흐어 발음: [qɑˈsəm ʑoˈmɑrt kʲeˌmʲelo̙ɫɯ toˈqɑjef], 문화어: 까씸-죠마르뜨 또까예브, 1953년 5월 17일~)는 카자흐스탄의 정치인이며 제2대 현임 대통령이다. 자신이 소속된 집권 여당인 아마나트의 당 총재직을 맡았으나 4월 26일에 아마나트 전당대회에서 예를란 코샤노프 하원의장 겸 원내대표에게 당 총재직을 이양함과 동시에 탈당하여 현재는 무소속이다.

## 젊은 시절과 교육
1970년에 국립 모스크바 국제 관계 대학교를 졸업했으며 1975년 소비에트 연방 외교부에 들어가 전문 외교관의 길을 걸었으며 싱가포르 공화국, 중화인민공화국 주재 소비에트 연방 대사관에서 근무했었다.

## 초기 경력
소련 붕괴 이후 카자흐스탄 공화국 외교부 차관, 카자흐스탄 공화국 외교부 제1차관을 거쳤으며 1994년부터 1999년까지 카자흐스탄 공화국 외교부 장관으로 재임했다.

## 정치 경력
1999년부터 2002년까지 제4대 카자흐스탄 공화국 내각총리를 역임했다. 2002년부터 2007년까지 카자흐스탄 공화국의 외교부 장관을 역임했고 2013년부터 2019년까지 제6대 카자흐스탄 공화국 상원의장을 역임하였다.

## 국제 연합 제네바 사무소장
2011년 3월 12일부터 2013년 10월 16일까지 국제연합 제네바 사무소장직을 역임하였다.

## 대통령
2019년 3월 20일 누르술탄 나자르바예프 전 대통령이 자진 사임하여 제2대 카자흐스탄 공화국 대통령직을 승계하여 누르술탄 나자르바예프 전 대통령의 잔여 임기를 채우게 된다. 2019년 6월 카자흐스탄 공화국 조기 대통령선거에서 토카예프가 70% 이상의 득표율로 카자흐스탄 공화국의 제2대 대통령으로 당선되었다. 이후 같은 달 12일 카자흐스탄 공화국의 제2대 대통령 취임식을 가지고 현재까지 카자흐스탄 공화국 대통령직을 재임 중이다. 2021년 4월 23일부터 카자흐스탄 공화국 민족대회 회장직을 맡고 있다. 2021년 11월 23일부터 집권여당인 누르 오탄의 당총재로 선임되어 당총재직도 겸임하고 있다. 2022년 1월 5일에 4일 전에 발생한 알마티에서 일어난 연료값 폭등 항의 시위가 전국적인 소요사태 및 대통령 축출 미수 사건으로 확산시킨 것에 책임을 물어 초대 대통령이자 전직 대통령인 누르술탄 나자르바예프를 자진사퇴 방식으로 카자흐스탄 공화국 안전보장이사회 종신이사장, 누르 오탄 당명예총재, 튀르크국가기구 명예회장, 카자흐스탄 공화국 민족대회 명예회장, 카자흐스탄 공화국 명예상원의원, 카자흐스탄 공화국 헌법평의회 종신위원, 민족지도자 등 모든 공직에서 전부 강제해임하여 완전히 퇴임시켰고, 카심조마르트 토카예프 대통령 자신이 직접 카자흐스탄 민족대회 회장직과 카자흐스탄 안전 보장 이사회 이사장직을 스스로 정식으로 겸임하고 그와 동시에 카자흐스탄 공화국 안전보장이사회를 공식적으로 직접 지휘해서 지금에 이르고 있다. 다만, 토카예프 본인은 대통령직을 사임하지 않고 수도인 누르술탄에 남을 것이고, 시위대 측에게 대화와 교섭을 강조함과 동시에 법률을 어긴 폭도들은 테러리스트로 간주하여 최대한 강경하게 처벌할 것이라고 경고했다. 2022년 1월 7일 반정부시위대를 테러범, 살인자로 규정하며 절대로 협상하지 않겠다고 천명하고 군과 보안군, 경찰에 경고없는 발포를 명령했으며 외국의 간섭이 2022년 카자흐스탄 시위에 악영향을 직간접적으로 미쳤다는 이유로 독립국가연합, 집단안보조약기구에 개입을 요청하여 평화유지군이 카자흐스탄 사태를 무력으로 대규모 유혈 진압하여 공식적으로 시위 종료를 선언했다. 또 이와 함께 후속조치로 대규모 경제·정치개혁도 시행하고 있는 중이다. 2022년 3월 1일에 자신이 속한 집권여당인 누르 오탄을 지금의 당명인 아마나트로 정식으로 변경하여 오늘에 이르고 있다. 6월 5일에 있을 카자흐스탄 제2공화국 헌법투표를 앞두고 6월 1일 대국민 연설에서 토카예프 대통령은 재선을 하지 않겠다고 선언했다. 연설 내용 중에 국민 여러분이 주인의식을 가져야 모든 형태의 독재를 막을 수 있다는 얘기도 나왔다. 결국 9월 초, 대통령의 임기를 현행 5년 중임제에서 7년 단임제로의 실질적 단축하고, 대통령의 권한을 축소하는 파격적인 정치 개혁안을 발표했다. 이와 더불어 정계 개편을 위해 각각 2024년과 2025년으로 예정된 대선과 총선을 앞당겨 조기에 치르는 것을 제안했다. 또한 앞선 반정부 시위로 법적 책임을 지게된 이들도 모두 사면한다는 뜻을 밝혔다. 그러나 테러범과 살인범은 절대 사면의 대상이 될 수 없다는 기존 입장도 동시에 재확인했다. 또한 수도인 누르술탄의 이름을 3년만에 다시 아스타나라는 원어명으로 환원했다. 2022년 11월에 실시하는 대통령 선거에 출마 선언을 했다. 2022년 11월 21일 카자흐스탄 중앙선거관리위원회가 토카예프가 81.3% 득표율 기록해 재선에 성공하였다. 이번 임기는 헌법 개정으로 7년 단임으로 적용한다. 2022년 11월 26일 7년 단임 임기의 취임식을 정식으로 거행되었다.

## 개인사
카심조마르트 토카예프는 1957년생 유대인 혈통의 부인인 나데즈다 토카예바(Nadezhda Tokayeva)와 결혼했고, 자녀로 아들 2명이 있는 것으로 알려졌으나, 이혼해서 카심조마르트 토카예프는 카자흐스탄 역사상 최초로 영부인이 없이 당선된 대통령이자 임기 전에 이혼한 최초의 대통령으로 기록되었다. 큰아들의 이름은 티무르 카심조마르토비치 토카예프로, 현재 석유사업가로 활동하고 있으며 할아버지인 케멜 토카예프의 이름을 딴 자선재단을 이끌고 있으며 이후에 법적으로 티무르 카심조마르토비치 케멜로 이름을 개명했다. 작은아들의 이름은 마니라 카심조마르토비치 토카예프이다. 여동생이 2명 있는데, 이름은 각각 칼리가 케멜레브나 이즈바스티나, 칼리가쉬 케멜레브나 토카예바이다. 칼리가는 외교관인 테미르타이 리타예비치 이즈비스틴과 결혼했고 아비 석유 자본의 이사이다. 칼리가시는 정치과학박사이다.

## 역대 선거 결과
| 선거명      | 직책명              | 대수 | 정당      | 득표율 | 득표수      | 결과 | 당락 |
| ----------- | ------------------- | ---- | --------- | ------ | ----------- | ---- | ---- |
| 2019년 선거 | 카자흐스탄의 대통령 | 2대  | 누르 오탄 | 70.96% | 6,539,715표 | 1위  |      |
| 2022년 선거 | 카자흐스탄의 대통령 | 2대  | 무소속    | 81.31% | 6,456,392표 | 1위  |      |

## 같이 보기
- 카자흐스탄 의회